# Rallye Griechenland 2022
Die 66. Rallye Griechenland (offiziell EKO Acropolis Rally Greece 2022) war der 10. Lauf zur FIA-Rallye-Weltmeisterschaft 2022. Sie dauerte vom 8. bis zum 11. September 2022 und es wurden insgesamt 16 Wertungsprüfungen (WP) gefahren.

## Bericht
Nach 16 gefahrenen Wertungsprüfungen (WP) konnte Hyundai zum ersten Mal in der Geschichte einen Dreifachsieg feiern bei einem Rallye-Weltmeisterschaftslauf. Am Freitag sah es noch nach einem M-Sport-Ford Sieg aus als Sébastien Loeb und Teamkollege Pierre-Louis Loubet vorne waren. Loeb führte am Samstagmorgen das Klassement weiter an. In der neunten WP gab es Probleme mit der Elektrik und Loeb schied aus. Loubet hatte einen Reifenschaden und fiel zurück. Auch der dritte Ford Puma Rally1 hatte technischen Defekt, Gus Greensmith blieb in WP12 stehen. Am Samstagabend führte Thierry Neuville mit dem Hyundai i20 N Rally1 das Gesamtklassement vor seinen Teamkollegen Ott Tänak und Dani Sordo an. Nicht um den Sieg mitfahren konnte der WM-Führende Kalle Rovanperä (Toyota), nach einem Unfall am Samstag verlor er viel Zeit. Elfyn Evans kämpfte mit Sordo um den dritten Rang, am Sonntagmorgen vor der ersten WP des Tages blieb der Toyota GR Yaris Rally1 stehen. Hinter den drei Hyundais platzierten sich Loubet auf Rang vier und dahinter Craig Breen (beide M-Sport-Ford). Bester Toyota-Pilot wurde Takamoto Katsuta auf dem sechsten Rang. Obwohl Tänak noch Chancen hatte zu diesem Zeitpunkt in der Weltmeisterschaft auf den Titelgewinn, verzichtete Hyundai auf eine Teamorder.

## Klassifikationen

### WRC-Gesamtklassement
| WRC |                       |                            |                        |          |           |                 |      |
| 1   | Thierry Neuville      | Martijn Wydaeghe           | Hyundai i20 N Rally1   | WRC RC1  | 3:34:52.0 | 00.00:0 00:00.0 | 25   |
| 2   | Ott Tänak             | Martin Järveoja            | Hyundai i20 N Rally1   | WRC RC1  | 3:35:07.0 | 00:15.0         | 18+5 |
| 3   | Dani Sordo            | Cándido Carrera            | Hyundai i20 N Rally1   | WRC RC1  | 3:36:41.7 | 01:49.7 01:34.7 | 15   |
| 4   | Pierre-Louis Loubet   | Vincent Landais            | Ford Puma Rally1       | WRC RC1  | 3:38:34.2 | 03:42.2 01:52.5 | 12   |
| 5   | Craig Breen           | Paul Nagle                 | Ford Puma Rally1       | WRC RC1  | 3:39:01.0 | 04:09.0 00:26.8 | 10+2 |
| 6   | Takamoto Katsuta      | Aaron Johnston             | Toyota GR Yaris Rally1 | WRC RC1  | 3:41:13.1 | 06:21.1 02:12.1 | 8    |
| 7   | Emil Lindholm         | Reeta Hämäläinen           | Škoda Fabia Rally2 evo | WRC2 RC2 | 3:42:38.6 | 07:46.6 01:25.5 | 6    |
| 8   | FIA Nikolai Grjasin   | FIA Konstantin Aleksandrov | Škoda Fabia Rally2 evo | WRC2 RC2 | 3:43:14.7 | 08:22.7 00:36.1 | 4    |
| 9   | Alexandros Tsouloftas | Ross Whittock              | Volkswagen Polo GTI R5 | WRC2 RC2 | 3:45:45.8 | 10:53.8 02:31.1 | 2    |
| 10  | Eyvind Brynildsen     | Roger Eilertsen            | Škoda Fabia Rally2 evo | WRC2 RC2 | 3:45:48.7 | 10:56.7 00:02.9 | 1    |

Insgesamt wurden 53 von 68 gemeldeten Fahrzeugen klassiert.

### WRC2
| Rang  | Fahrer                | Co-Pilot                   | Auto                   | Klasse   | Zeit      | Rückstand Sieger Rückstand V | Punkte |
| ----- | --------------------- | -------------------------- | ---------------------- | -------- | --------- | ---------------------------- | ------ |
| 1 (7) | Emil Lindholm         | Reeta Hämäläinen           | Škoda Fabia Rally2 evo | WRC2 RC2 | 3:42:38.6 | 0:00.0                       | 25     |
| 2 (8) | FIA Nikolai Grjasin   | FIA Konstantin Aleksandrov | Škoda Fabia Rally2 evo | WRC2 RC2 | 3:43:14.7 | 0:36.1                       | 18     |
| 3 (9) | Alexandros Tsouloftas | Ross Whittock              | Volkswagen Polo GTI R5 | WRC2 RC2 | 3:45:45.8 | 3:07.2 2:31.1                | 15     |

### WRC3
| Rang   | Fahrer            | Co-Pilot     | Auto               | Klasse   | Zeit      | Rückstand Sieger Rückstand V | Punkte |
| ------ | ----------------- | ------------ | ------------------ | -------- | --------- | ---------------------------- | ------ |
| 1 (19) | Robert Virves     | Julia Thulin | Ford Fiesta Rally3 | WRC3 RC3 | 3:55:38.4 | 0:00.0                       | 25     |
| 2 (20) | Jon Armstrong     | Brian Hoy    | Ford Fiesta Rally3 | WRC3 RC3 | 3:55:55.9 | 0:17.5                       | 18     |
| 3 (27) | William Creighton | Liam Regan   | Ford Fiesta Rally3 | WRC3 RC3 | 4:03:09.7 | 7:31.3 7:13.8                | 15     |

## Wertungsprüfungen
UTC+3
| Datum         | Zeit  | Nr.                               | Name                              | Länge                             | Gewinner                                                                           | Co-Pilot                                                              | Auto                                                                                | Zeit                                    | Leader              |
| ------------- | ----- | --------------------------------- | --------------------------------- | --------------------------------- | ---------------------------------------------------------------------------------- | --------------------------------------------------------------------- | ----------------------------------------------------------------------------------- | --------------------------------------- | ------------------- |
| 8. September  | 08:01 | —                                 | Lygaria (Shakedown)               | 3,66 km                           | Ott Tänak                                                                          | Martin Järveoja                                                       | Hyundai i20 N Rally1                                                                | 02:37.9                                 |                     |
| 8. September  | 20:08 | WP 1                              | Olympic Stadium                   | 1,95 km                           | Thierry Neuville                                                                   | Martijn Wydaeghe                                                      | Hyundai i20 N Rally1                                                                | 01:58.4                                 | Thierry Neuville    |
| 9. September  | 07:53 | WP2                               | Loutraki 1                        | 17,95 km                          | Sébastien Loeb                                                                     | Isabelle Galmiche                                                     | Ford Puma Rally1                                                                    | 12:26.8                                 | Sébastien Loeb      |
| 9. September  | 08:46 | WP3                               | Harvati                           | 14,42 km                          | Sébastien Loeb                                                                     | Isabelle Galmiche                                                     | Ford Puma Rally1                                                                    | 10:34.8                                 | Sébastien Loeb      |
| 9. September  | 11:29 | WP4                               | Loutraki 2                        | 17,95 km                          | Esapekka Lappi Sébastien Loeb                                                      | Jane Ferm Isabelle Galmiche                                           | Toyota GR Yaris Rally1 Ford Puma Rally1                                             | 12:06.9                                 | Sébastien Loeb      |
| 9. September  | 13:12 | WP5                               | Dafni                             | 14,00 km                          | Pierre-Louis Loubet                                                                | Vincent Landais                                                       | Ford Puma Rally1                                                                    | 07:55.6                                 | Pierre-Louis Loubet |
| 9. September  | 14:37 | Service Reifen Aliatros (15 Min.) | Service Reifen Aliatros (15 Min.) | Service Reifen Aliatros (15 Min.) | Service Reifen Aliatros (15 Min.)                                                  | Service Reifen Aliatros (15 Min.)                                     | Service Reifen Aliatros (15 Min.)                                                   | Service Reifen Aliatros (15 Min.)       | Pierre-Louis Loubet |
| 9. September  | 15:15 | WP6                               | Livadia                           | 21,03 km                          | Pierre-Louis Loubet                                                                | Vincent Landais                                                       | Ford Puma Rally1                                                                    | 13:01.3                                 | Pierre-Louis Loubet |
| 9. September  | 17:53 | WP7                               | Bauxites                          | 22,97 km                          | Sébastien Loeb                                                                     | Isabelle Galmiche                                                     | Ford Puma Rally1                                                                    | 13:50.5                                 | Sébastien Loeb      |
| 9. September  | 19:43 | Service Park Lamia (45 Min.)      | Service Park Lamia (45 Min.)      | Service Park Lamia (45 Min.)      | Service Park Lamia (45 Min.)                                                       | Service Park Lamia (45 Min.)                                          | Service Park Lamia (45 Min.)                                                        | Service Park Lamia (45 Min.)            | Sébastien Loeb      |
| 10. September | 07:15 | Service Park Lamia (15 Min.)      | Service Park Lamia (15 Min.)      | Service Park Lamia (15 Min.)      | Service Park Lamia (15 Min.)                                                       | Service Park Lamia (15 Min.)                                          | Service Park Lamia (15 Min.)                                                        | Service Park Lamia (15 Min.)            | Sébastien Loeb      |
| 10. September | 08:33 | WP8                               | Pyrgos 1                          | 33,20 km                          | Ott Tänak                                                                          | Martin Järveoja                                                       | Hyundai i20 N Rally1                                                                | 25:06.1                                 | Sébastien Loeb      |
| 10. September | 09:34 | WP9                               | Perivoli 1                        | 17,42 km                          | Thierry Neuville                                                                   | Martijn Wydaeghe                                                      | Hyundai i20 N Rally1                                                                | 14:54.7                                 | Thierry Neuville    |
| 10. September | 11:08 | WP10                              | Tarzan 1                          | 23,37 km                          | Thierry Neuville                                                                   | Martijn Wydaeghe                                                      | Hyundai i20 N Rally1                                                                | 17:13.6                                 | Thierry Neuville    |
| 10. September | 13:00 | Service Park Lamia (30 Min.)      | Service Park Lamia (30 Min.)      | Service Park Lamia (30 Min.)      | Service Park Lamia (30 Min.)                                                       | Service Park Lamia (30 Min.)                                          | Service Park Lamia (30 Min.)                                                        | Service Park Lamia (30 Min.)            | Thierry Neuville    |
| 10. September | 14:33 | WP11                              | Pyrgos 2                          | 33,20 km                          | Thierry Neuville                                                                   | Martijn Wydaeghe                                                      | Hyundai i20 N Rally1                                                                | 24:54.1                                 | Thierry Neuville    |
| 10. September | 15:34 | WP12                              | Perivoli 2                        | 17,42 km                          | Dani Sordo                                                                         | Cándido Carrera                                                       | Hyundai i20 N Rally1                                                                | 14:50.1                                 | Thierry Neuville    |
| 10. September | 17:08 | WP13                              | Tarzan 2                          | 23,37 km                          | Ott Tänak                                                                          | Martin Järveoja                                                       | Hyundai i20 N Rally1                                                                | 16:50.8                                 | Thierry Neuville    |
| 10. September | 18:36 | Service Park Lamia (45 Min.)      | Service Park Lamia (45 Min.)      | Service Park Lamia (45 Min.)      | Service Park Lamia (45 Min.)                                                       | Service Park Lamia (45 Min.)                                          | Service Park Lamia (45 Min.)                                                        | Service Park Lamia (45 Min.)            | Thierry Neuville    |
| 11. September | 08:10 | Service Park Lamia (15 Min.)      | Service Park Lamia (15 Min.)      | Service Park Lamia (15 Min.)      | Service Park Lamia (15 Min.)                                                       | Service Park Lamia (15 Min.)                                          | Service Park Lamia (15 Min.)                                                        | Service Park Lamia (15 Min.)            | Thierry Neuville    |
| 11. September | 09:08 | WP14                              | Eleftherochori 1                  | 16,90 km                          | Ott Tänak                                                                          | Martin Järveoja                                                       | Hyundai i20 N Rally1                                                                | 10:05.3                                 | Thierry Neuville    |
| 11. September | 10:11 | WP15                              | Elatia-Rengini                    | 11,26 km                          | Thierry Neuville                                                                   | Martijn Wydaeghe                                                      | Hyundai i20 N Rally1                                                                | 08:00.6                                 | Thierry Neuville    |
| 11. September | 12:20 | Service Park Lamia (15 Min.)      | Service Park Lamia (15 Min.)      | Service Park Lamia (15 Min.)      | Service Park Lamia (15 Min.)                                                       | Service Park Lamia (15 Min.)                                          | Service Park Lamia (15 Min.)                                                        | Service Park Lamia (15 Min.)            | Thierry Neuville    |
| 11. September | 13:18 | WP16                              | Eleftherochori 2 (Power Stage)    | 16,90 km                          | 1. Ott Tänak 2. Kalle Rovanperä 3. Craig Breen 4. Gus Greensmith 5. Esapekka Lappi | Martin Järveoja Jonne Halttunen Paul Nagle Jonas Andersson Janne Ferm | Hyundai i20 N Rally1 Toyota GR Yaris Rally1 Ford Puma Rally1 Toyota GR Yaris Rally1 | 09:54.5 09:57.5 10:00.9 10:05.9 10:07.1 | Thierry Neuville    |